# Frywałd
Frywałd est une localité polonaise de la gmina de Krzeszowice, située dans le powiat de Cracovie en voïvodie de Petite-Pologne.